# Антоніо Рубінос Перес
Антоніо Рубінос Перес (Мадрид, спільнота Мадрид, Іспанія, 11 червня 1969) — колишній футбольний арбітр, що судив матчі найвищої іспанської ліги. Член Комітету арбітрів спільноти Мадрид.

## Кар'єра
У  Ла-Лізі дебютував 25 січня 1997 року в матчі між командами «Естремадура» та «Депортіво» (1-0), коли він виконував обов’язки четвертого арбітра, але замінив головного. Його офіційний дебют Ла-Лізі відбувся 15 вересня 2002 року в матчі «Депортіво Алавес» - «Расінг» (Сантандер). Міжнародним арбітром ФІФА його обрали наприкінці 2006 року разом із Сезаром Муньїсом Фернандесом. 2011 року Технічний комітет арбітрів (CTA) понизив його до Другого дивізіону.
Судив перший матч Суперкубка Іспанії 2009 року між «Атлетиком» та «Барселоною» (1-2).
2018 року його призначили помічником голови Технічного комітету арбітрів.

## Ліги
| Ліга               | Країна  | Рік         |
| ------------------ | ------- | ----------- |
| Терсера Дивізіон   | Іспанія | 1992 - 1995 |
| Сегунда Дивізіон Б | Іспанія | 1995 - 2000 |
| Сегунда Дивізіон   | Іспанія | 2000 - 2002 |
| Ла-Ліга            | Іспанія | 2002 - 2011 |